# Synagoga w Wyśmierzycach
Synagoga w Wyśmierzycach – synagoga została wybudowana w XIX wieku. Mieściła się przy ulicy Zdrojowej. W czasie II wojny światowej została zniszczona przez hitlerowców. Po wojnie synagogi nie odbudowano. Pozostał po niej pusty plac.